# Hitachi MB-6885
Hitachi MB-6885 (MB-6885 / Basic Master Jr) је кућни рачунар фирме Хитачи (Hitachi) који је почео да се производи у Јапану током 1982. године.
Користио је 6800 микропроцесорску јединицу а RAM меморија рачунара је имала капацитет од 16 KB. 

## Детаљни подаци
Детаљнији подаци о рачунару MB-6885 су дати у табели испод.
|                       |                                                  |
| [ 1 ]                 |                                                  |
| Произвођач            | Хитачи                                           |
| Тип                   | кућни рачунар                                    |
| Меморија              | 16                                               |
| Поријекло             | Јапан                                            |
| Година                | 1982                                             |
| Тастатура             | тастатура са пуним помаком тастера               |
| Процесор              |                                                  |
| Фреквенција процесора | непознато                                        |
| RAM                   | 16                                               |
| ROM                   | 18KB                                             |
| Текст                 | 32 x 24                                          |
| Графика               | 64 x 48 / 256 x 192                              |
| Боја                  | 8                                                |
| Звук                  | 3 октава                                         |
| Димензије             | 47 (ширина) x 38,5 (дубина) x 12,5 (висина) / 18 |
| Портови               |                                                  |
| Оперативни систем     |                                                  |